# Robert Kišerlovski
Robert Kišerlovski, hrvaški kolesar, * 9. avgust 1986, Čačak, SR Srbija, SFRJ.
Kišerlovski je upokojeni profesionalni cestni kolesar,, specialist za vzpone, ki je v svoji karieri med letoma 2005 in 2018 tekmoval za ekipe Adria Mobil, Amica Chips-Knauf, Fuji–Servetto, Liquigas-Doimo, Astana, Trek Factory Racing, Tinkoff in Team Katusha–Alpecin. V petih nastopih na Dirki po Italiji se je dvakrat uvrstil na deseto mesto v skupnem seštevku, v letih 2010 in 2014, leta 2013 pa je bil štirinajsti. Leta 2010 je ob tem dosegel tudi svojo edino etapno zmago na dirkah Grand Tour na ekipnem kronometru. Po štirikrat je nastopil na Dirki po Franciji, kjer je bil najboljši v skupnem seštevku leta 2017 z 31. mestom, in Dirki po Španiji, kjer je bil leta 2013 sedemnajsti in leta 2011 osemnajsti v skupnem seštevku. Leta 2006 je osvojil drugo mesto na Veliki nagradi Kranja, leta 2008 pa tretje mesto v skupnem seštevku in zmago v razvrstitvi mladih kolesarjev na Dirki po Sloveniji. Leta 2013 je postal hrvaški državni prvak na cestni dirki. Tudi njegov brat Emanuel Kišerlovski je bil kolesar.